# Pagurapseudes setulosa
Pagurapseudes setulosa is een naaldkreeftjessoort uit de familie van de Pagurapseudidae. De wetenschappelijke naam van de soort is voor het eerst geldig gepubliceerd in 2001 door Kazmi & Siddiqui.